# Ukamienowanie

Mapa pokazująca kraje, w których publiczne ukamienowanie jest karą sądową lub pozasądową

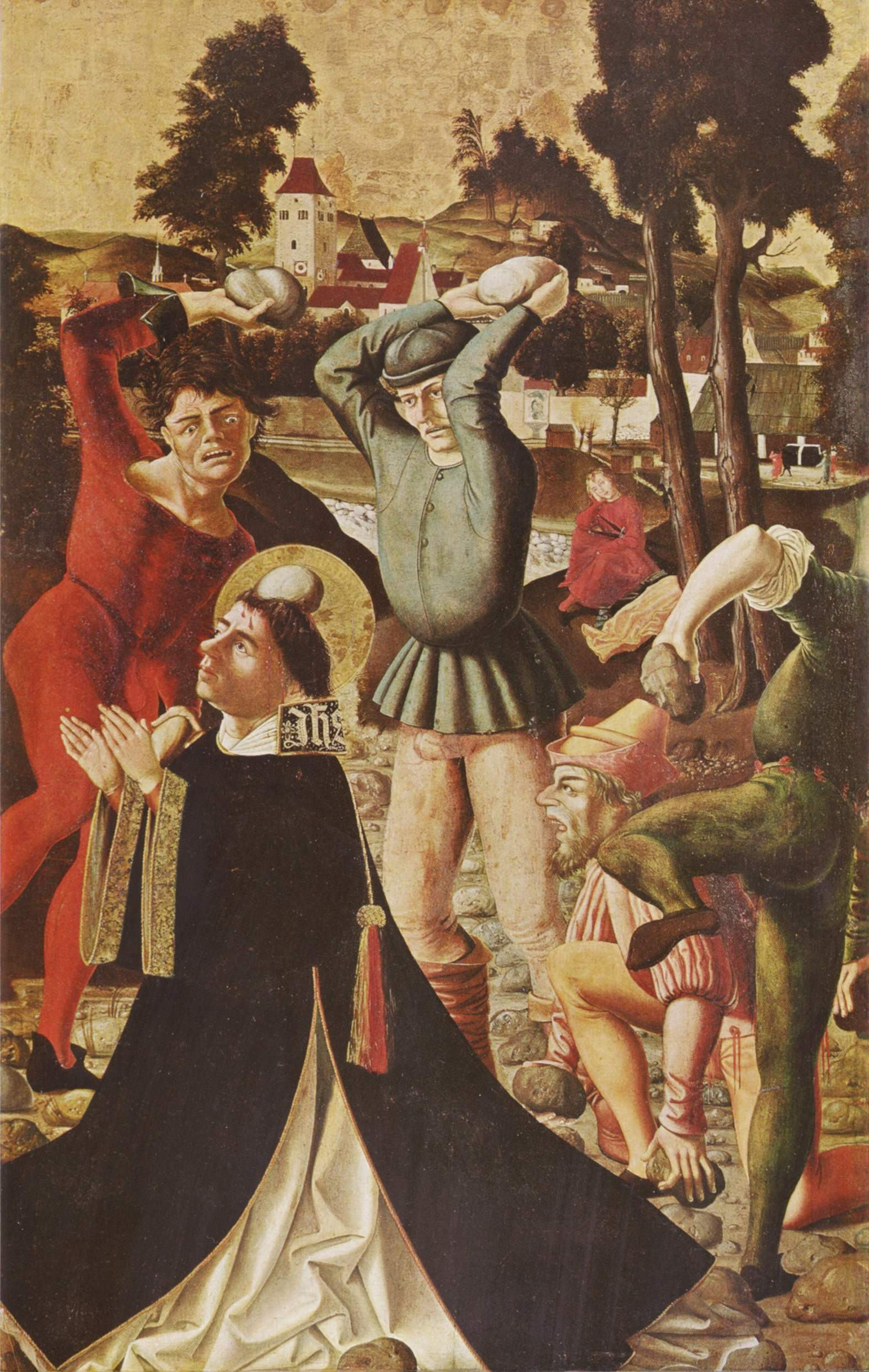
Ukamienowanie św. Szczepana, Marx Reichlich

Ukamienowanie (lapidacja) – wraz z rozszarpaniem najstarsza forma kary śmierci. Polega na obrzucaniu skazanego kamieniami przez grupę ludzi uczestniczących w egzekucji.
Ukamienowanie wywodzi się z czasów przed wyodrębnieniem ze społeczeństwa instytucji władzy. Grupowy  charakter egzekucji chronił biorące w niej udział osoby przed zemstą ze strony krewnych kamienowanego oraz prawdopodobnie przed niesławą wynikającą z udziału w krwawych obowiązkach scedowanych później na kata.
Obecnie kamienowanie jest dopuszczalne w krajach muzułmańskich, takich jak Iran, Katar, Somalia, Nigeria, Arabia Saudyjska, Sudan i Zjednoczone Emiraty Arabskie.